# (37339) 2001 RQ94
2001 RQ94 (asteroide 37339) é um asteroide da cintura principal. Possui uma excentricidade de 0.09058600 e uma inclinação de 1.89795º.
Este asteroide foi descoberto no dia 11 de setembro de 2001 por LONEOS em Anderson Mesa.